# Arrans
Arrans är en kommun i departementet Côte-d'Or i regionen Bourgogne-Franche-Comté i östra Frankrike. Kommunen ligger i kantonen Montbard som tillhör arrondissementet Montbard. År 2022 hade Arrans 63 invånare.

## Befolkningsutveckling
Antalet invånare i kommunen Arrans
Referens:INSEE